# Пегава сова
Пегава сова (лат. Strix occidentalis) врста је сове из породице правих сова. Насељава старе шуме западне Северне Америке, где се гнезди у шупљинама у дрвећу, старим гнездима других птица или у пукотинама у стенама. Гнездо може бити смештено на висини између 12 и 60 метара и обично садржи два јаја (мада понекад може садржати и до четири јаја). Ноћна је птица која се храни махом малим сисарима и птицама. Тренутно су дефинисане три подврсте, које се протежу на ареалу од Британске Колумбије до Мексика. Пегава сова је тренутно под све већим притиском због константе деградације шума у њеном ареалу, па се, сходно томе, налази на списку скоро угрожених врста.

## Опис
Пегава сова просечно је висока 43 центиметара, са распоном крила од око 114 центиметара и просечне тежине 600 грама. Јаја пегаве сове нешто су већа од 50 милиметара, беле су боје и глатка са незнатном зрнастом структуром. Ова сова слична је по изгледу шареној сови, али за разлику од ње има крстасте шаре на доњем делу тела, док је шарена сова наизменично прошарана на грудима и пругаста на стомаку. Шарена сова је такође већа и тамнија од пегаве сове. Последњих година калифорнијска и северна пегава сова расељене су од стране шарене сове, која је агресивнија од пегаве сове, има ширу исхрану и јавља се у више различитих станишта. Иако хибридизација ових врста може да се деси у областима у којима се дешава расељавање, ове две врсте су прилично генетски различите.

## Подврсте
- – северна пегава сова
- – калифорнијска пегава сова
- – мексичка пегава сова

## Распрострањеност
Северна пегава сова има готово непрекидан ареал од југозападне Британске Колумбије јужно кроз западни Вашингтон и Орегон до Округа Марин. Ареал калифорнијске пегаве сове поклапа се са претходним у области јужног дела Каскадских планина, а простире се јужно кроз западну Сијера Неваду до округа Тулери, са малим популацијама у планинским областима приобалне и јужне Калифорније од округа Монтереј до северне Доње Калифорније. Мексичка пегава сова јавља се у издвојеним популацијама у планинским венцима и кањонима Јуте, Колорада, Аризоне и Новог Мексика, као и на крајњем западу Тексаса у САД-у и у Сонори, Чивави, Нуево Леону и источној Коавили кроз Источне у Западне Сијера Мадре у Мексику.

## Станиште
Пегава сова живи у разним листопадним и четинарским шумама које обилују старим и гранатим дрвећем. Мексичка подврста може да се насели и у боровим и честарским шумама, укључујући и подручја у дубоким, степенастим кањонима.
Велико дрвеће представља пожељније станиште за све три подврсте, с тим да крошњин покривач треба да буде већи од 40% (најчешће >70%). Пегава сова се може наћи на висини између 21 и 2.012 метара, када је реч о северној подврсти, 300-2.590 метара, када је у питању калифорнијска, односно 1.800-2.600 метара надморске висине, када је реч о мексичкој подврсти. Све три подврсте ,по могућности, за насељавање бирају оно место које је ближе извору воде.

## Понашање

### Гнежђење
Пегава сова не прави гнездо, већ користи шупљине у дрвећу или стара гнезда других птица и веверица. Некада се једно гнездо користи више пута током година. Ова сова обично бира исто дрво и за гнежђење и за дневно одмарање, односно, када одабере дрво на коме се гнезди, она током дана не иде далеко од свог гнезда, већ време проводи на некој од оближњих грана.

### Размножавање
Период размножавања пегаве сове траје углавном од раног пролећа до касног лета или јесени, док припремне активности, попут чишћења перја, гнежђења и удварања, почињу у фебруару или марту.
Пегава сова је моногамна врста и ретко када се поново гнезде након неуспелог покушаја узгоја младих. Врста се обично не размножава сваке године, па просечна годишња вероватноћа размножавања износи 62%. Младе сове могу да почну са репродуктивним животом када наврше годину дана, али је старост од две или више година уобичајени период за почетак репродуктивног живота. Женка углавном полаже два јаја, мада се понекад догоди да их буде и четири, али знатно ређе. Женка леже на јајима и стара се о младима, док мужјак обезбеђује храну како за женку, тако и за младунце. Период инкубације траје око месец дана, док од перјања до осамостаљења младунаца прође између три и четири месеца. Када једном постану независни, младунци напуштају гнездо у касно лето или почетком јесени и зиму проведу сами, да би у пролеће почели да траже приплодне територије. Опсег дисперзије младих углавном није већи од 30ак километара.

### Животни век и смртност
Ова врста је дуговечна — може да доживи старост између 16 и 17 година. Просечна годишња стопа преживљавања износи око 80% код одраслих, док је код младунаца иста знатно нижа, са просечном стопом преживљавања 21—29%. У Новом Мексику, стопа преживљавања за младунце мексичке пегаве сове може да се спусти на свега 11%. Најчешћи узроци смртности су предатори, глад и евентуално болести.
Бројне птице и сисари, као што је куна риболовац (Martes pennanti), представљају предаторе јаја и младунаца. Јастреби кокошари (Accipiter gentilis) и вране такође могу да нападну младунце пегаве сове, док америчка буљина, црвенорепи мишар и сури орао могу да нападну како младунце, тако и одрасле јединке. Америчка буљина и пругаста сова често се такмиче са пегавом совом око хране и станишта у неким областима. Пругаста сова често негативно утиче на опстанак и плодност северне пегаве сове у неким областима.